# Cămăraș
Cămăraș este un termen care desemna o dregătorie în Evul Mediu românesc. 